# نسرة (دوعن)
'

تعديل مصدري - تعديل

نسرة هي إحدى قرى عزلة صيف بمديرية دوعن التابعة لمحافظة حضرموت، بلغ تعداد سكانها 141 نسمة حسب تعداد اليمن لعام 2004. وتسمى ايضاً بالبلاد

### من ابرز الاشخاص:
- احمد بن مسلم
- محمد عوض بن مسلم